# 马勒雷
马勒雷（法語：Malleret，法語發音：[malʁɛ]）是法国克勒兹省的一个市镇，属于欧比松区。

## 地理
马勒雷（45°45'58"N, 2°19'7"E）面积11.8 平方千米，位于法国新阿基坦大区克勒兹省，该省份为法国中部省份，位于法國中央高原西北部，北起安德尔省和谢尔省，西接维埃纳省，南至科雷兹省，东临多姆山省，东北与阿列省接壤。
与马勒雷接壤的市镇（或旧市镇、城区）包括：贝萨、弗拉亚、马尼亚莱特朗日、克罗附近圣阿尼昂、圣奥拉杜德希鲁兹。

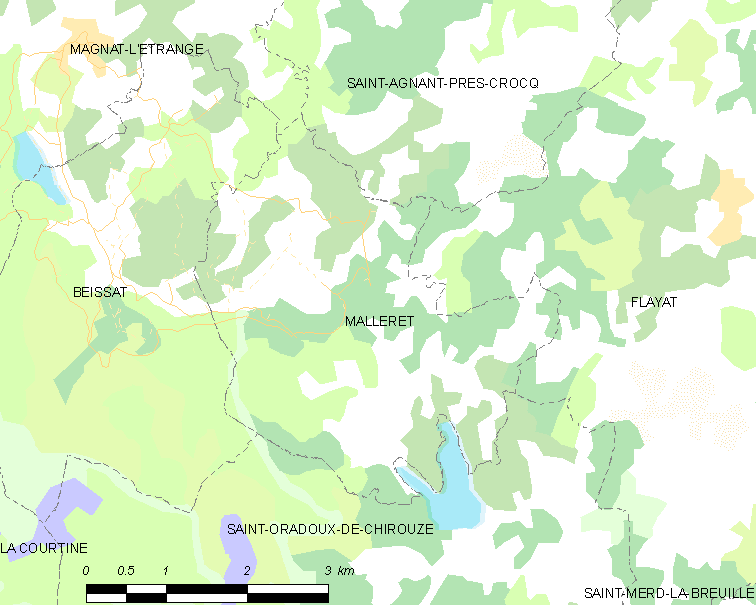
马勒雷的OSM定位图

马勒雷的时区为UTC+01:00、UTC+02:00（夏令时）。

## 行政
马勒雷的邮政编码为23260，INSEE市镇编码为23119。

## 政治
马勒雷所属的省级选区为欧藏斯县。

## 人口

1962-2008年间马勒雷人口变化图示

马勒雷于2022年1月1日时的人口数量为43人。